# UCI Àfrica Tour 2025
L'UCI Àfrica Tour 2025 és la vint-i-uena edició de l'UCI Àfrica Tour, un dels cinc circuits continentals de ciclisme de la Unió Ciclista Internacional. Té lloc entre el 10 de gener de 2025 i el 5 d'octubre de 2025 a l'Àfrica.

## Equips
Els equips poden participar en les diferents curses depenent de la categoria de la prova. Per exemple, els UCI WorldTeams només poden participar en curses .1 i el seu nombre per cursa és limitat.
| Catégorie | Catégorie              | Équipes                                                                           |
| --------- | ---------------------- | --------------------------------------------------------------------------------- |
| .1        | 1.1 (Cursa d'un dia)   | * UCI WorldTeam (màx. 50 %) * UCI ProTeam * Equip continental * Selecció nacional |
| .1        | 2.1 (Cursa per etapes) | * UCI WorldTeam (màx. 50 %) * UCI ProTeam * Equip continental * Selecció nacional |
| .2        | 1.2 (Cursa d'un dia)   | * UCI ProTeam * Equip continental * Selecció nacional * Equip regional i de club  |
| .2        | 2.2 (Cursa per etapes) | * UCI ProTeam * Equip continental * Selecció nacional * Equip regional i de club  |

## Evolució del calendari

### Gener
| Data  | Cursa         | País       | Cat. | Vencedor        | Equip                 | Ref. |
| ----- | ------------- | ---------- | ---- | --------------- | --------------------- | ---- |
| 22-26 | Tour de Sahel | Mauritània | 2.2  | Stefan Verhoeff | Universe Cycling Team |      |

### Febrer
| Data | Cursa                                       | País    | Cat. | Vencedor        | Equip                  | Ref. |
| ---- | ------------------------------------------- | ------- | ---- | --------------- | ---------------------- | ---- |
| 8    | Gran Premi Sakiat Sidi Youcef               | Algèria | 1.2  | Milkias Maekele | Eritrea                |      |
| 9-19 | Tour d'Algèria                              | Algèria | 2.2  | Hamza Amari     | Madar Pro Cycling Team |      |
| 20   | Gran Premi Sonatrach                        | Algèria | 1.2  | Azzedine Lagab  | Madar Pro Cycling Team |      |
| 22   | Gran Premi internacional de la vila d'Alger | Algèria | 1.2  | Yacine Hamza    | Madar Pro Cycling Team |      |
| 23-2 | Tour de Ruanda                              | Ruanda  | 2.1  | Fabien Doubey   | Team TotalEnergies     |      |

### Abril
| Data | Cursa         | País  | Cat. | Vencedor                    | Equip                     | Ref. |
| ---- | ------------- | ----- | ---- | --------------------------- | ------------------------- | ---- |
| 28-3 | Tour de Benín | Benín | 2.2  | Reinardt Janse van Rensburg | Team Tshenolo Pro Cycling |      |

### Maig
| Data | Cursa                 | País  | Cat. | Vencedor                    | Equip                     | Ref. |
| ---- | --------------------- | ----- | ---- | --------------------------- | ------------------------- | ---- |
| 4    | Gran Premi de Cotonou | Benín | 1.2  | Reinardt Janse van Rensburg | Team Tshenolo Pro Cycling |      |

### Juny
| Data | Cursa            | País    | Cat. | Vencedor       | Equip   |
| ---- | ---------------- | ------- | ---- | -------------- | ------- |
| 4-15 | Tour del Camerun | Camerun | 2.2  | Islam Mansouri | Algèria |

### Setembre
| Data | Cursa                   | País    | Cat. | Vencedor | Equip | Ref. |
| ---- | ----------------------- | ------- | ---- | -------- | ----- | ---- |
| 5-14 | Volta al Marroc         | Marroc  | 2.2  |          |       |      |
| 30-4 | Gran Premi Chantal Biya | Camerun | 2.2  |          |       |      |

### Octubre
| Data | Cursa               | País    | Cat. | Vencedor | Equip | Ref. |
| ---- | ------------------- | ------- | ---- | -------- | ----- | ---- |
| 5    | Gran Premi d'Ongola | Camerun | 1.2  |          |       |      |